# Tatrski gams
Tatrski gams (znanstveno ime Rupicapra rupicapra tatrica; slovaško Kamzík vrchovský tatranský; poljsko Kozica tatrzańska) je podvrsta gamsov iz rodu Rupicapra. Tatrski gamsi živijo v Tatrah na Slovaškem in Poljskem.

## Populacija in razširjenost
Tatrski gamsi živijo v vseh delih Tater: Zahodnih Tatrah (Slovaška in Poljska) in Vzhodnih Tatrah, ki jih sestavljajo Visoke Tatre (Slovaška in Poljska) in Belianske Tatre (Slovaška), ki so zaščitene z nacionalnimi parki v obeh državah.
Populacija je v znani zgodovini doživela več padcev in vrhuncev, najbolj opazna padca pa sta bila med obema svetovnima vojnama. Največja populacija v 20. stoletju je bila zabeležena leta 1964, ko so na Slovaškem v Tatrah našteli kar 940 osebkov. Nato je število osebkov ob koncu stoletja vztrajno upadalo na najnižje zabeležene številke v zgodovini. V letih 1999-2000 je številčnost padla pod 200 osebkov, kar velja za kritično velikost populacije za dolgoročno preživetje podvrste.
5-letni program za reševanje tatrskega gamsa se je začel leta 2001, s poudarkom na ohranjanju njegovega okolja – zlasti v času paritve – s strogo regulacijo turizma in zatiranjem divjega lova. Populacija se je začela obnavljati in po kakih 10 letih dosegla celo najvišje število v zgodovini.
Od leta 2006 je bilo v slovaškem narodnem parku Tatre 371 gamsov, od tega 72 jagnjet, v poljskem narodnem parku Tatre pa 117 gamsov, od tega 27 jagnjet. Od leta 2010 se je populacija obnovila na 841 gamsov, od tega 74 jagnjet, 699 (57 jagnjet) na Slovaškem in 142 (17 jagnjet) na Poljskem, kar je blizu vrhunca leta 1964. Najvišja populacija doslej je bila zabeležena leta 2018, ko so v Tatrah našteli 1431 osebkov.

## Vnos v Nizke Tatre
Zaradi pomislekov glede možnosti preživetja v njegovem domačem območju razširjenosti je bil tatrski gams med letoma 1969 in 1976 umetno naseljen tudi v gorovje Nizke Tatre, ki leži južno od Tater, da bi tam ustvarili rezervno populacijo. Vnos je vključeval 30 osebkov in je bil uspešen, saj je populacija narasla na stabilnih 100–130 osebkov.
Vendar so nedavne študije DNK pokazale, da se je populacija Nizkih Tater križala z alpskimi gamsi, ki so se selili iz gorovja Fatra in narodnega parka Slovaški raj. Nizkotatrski gamsi ne veljajo več za čiste in zato ne morejo biti rezervna populacija za tatrske gamse. Alpski gamsi so bili vneseni na Slovaško za namene lova, preden so bili tatrski gamsi uradno razvrščeni kot ločena podvrsta.

## Razlike med tatrskim in alpskim gamsom
Obstaja veliko značilnosti, ki so Blahoutu omogočile razlikovanje podvrste tatrskega gamsa. Kraniometrične značilnosti vključujejo skupno dolžino lobanje, ki pri alpskem gamsu doseže 180 mm, pri tatrskem gamsu pa vsekakor presega 180 mm in celo presega 190 mm (rekordnih 202 mm). Najverjetneje so tatrski gamsi težji od alpskih, potrditev te teze je zaradi majhnega števila tatrskih gamsov nemogoča. Za alpske gamse je pozimi normalno, da se spustijo pod gozdno mejo, tatrski pa to počnejo občasno.

## Prehrana
Gamsi se prehranjujejo z rastlinsko hrano, vrste, ki jih najpogosteje izbirajo so: poganjki, lubje in listi jerebike, poganjki, listi in plodovi različnih vrst jagodičja in več kot sto drugih vrst zelnatih rastlin, kot so: dlakavi lepen (Adenostyles alliariae), različne vrste plahtice (Alchemilla L), zdravilni gozdni koren, Delphinium oxysepalum. Gamsi včasih jedo tudi mahove in lišaje.

## Sorodstvo z drugimi podvrstami gamsov
Raziskava znanstvenikov s španske Univerze v Oviedu (končana leta 2004) je pokazala, da je tatrski gams najbolj soroden karpatskemu gamsu Rupicapra rupicapra carpatica, nekoliko dlje pa alpskemu gamsu Rupicapra rupicapra rupicapra. Ločitev karpatske in tatrske populacije se je zgodila pred najmanj 10.000 leti, karpatske in alpske pa pred vsaj 15.000 leti.

## Grožnje
Gamsa trenutno ogrožajo čezmerni turizem, onesnaževanje okolja, podnebne anomalije in ne povsem raziskano sorodstvo med živalmi v populaciji tatrskih gamsov (preveč tesno sorodstvo lahko privede do razkritja škodljivih genetskih mutacij, razvoja genetskih bolezni in kot posledica, celo do izumrtja populacije). Čeprav so raziskave znanstvenikov iz Ovieda pokazale, da za tatrskega gamsa ni značilna nič manjša genetska variabilnost kot za preživetje sposobne populacije alpskega gamsa ali južnega gamsa, ti rezultati niso zanesljivi, saj sta bila testirana le dva osebka.